# Land Schollene
Das Land Schollene (auch Ländchen Schollene oder Schollener Land) zwischen Stendal in Sachsen-Anhalt und Rathenow in Brandenburg ist ein etwa 213 km² großer Endmoränenzug, der in der Weichsel-Eiszeit entstand.

## Geographische Lage

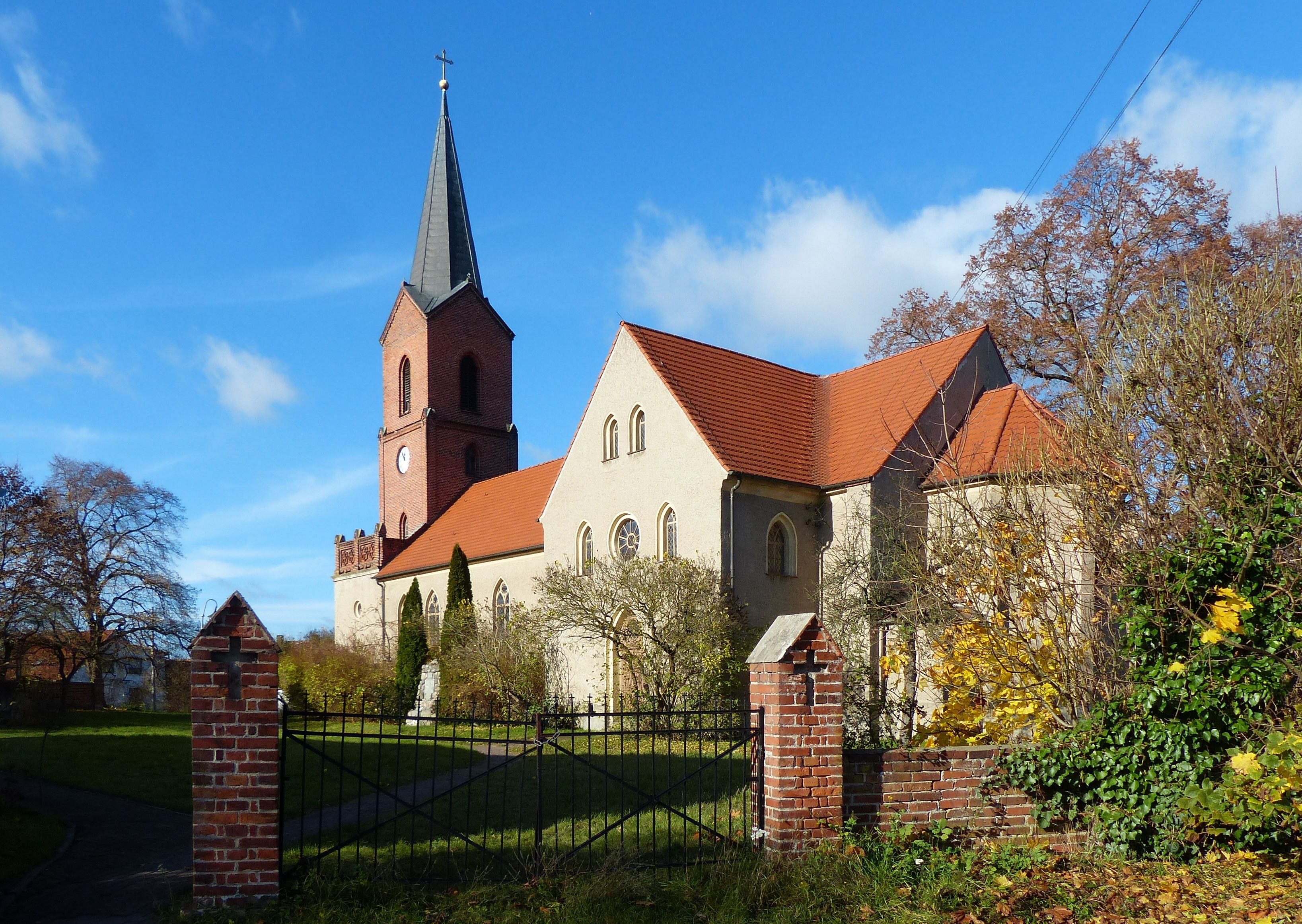
Dorfkirche in Schollene

Die Nordwesthälfte des Landes Schollene gehört zu Sachsen-Anhalt, die Südosthälfte zu Brandenburg. Seine Landschaft wird im Westen von der Elbe, im Norden und Osten von der unteren Havel begrenzt. Die nahe Havelmündung im Norden gehört zum Berlin-Hamburger Urstromtal, den südlichen Abschluss des Gebietes bildet der Elbe-Havel-Kanal. Das bewaldete Moränengebiet erstreckt sich in Nord-Süd- später in Nordwest-Südost-Richtung auf etwa 30 Kilometer Länge. In der Umgebung breiten sich weite, von Gräben, Flüssen und Altarmen durchzogene Niederungen aus.
Die höchste Erhebung der Endmoräne ist der im Norden liegende Harkenberg in den Kamernschen oder Rehberger Bergen mit 110,3 m ü. NHN; anderen Angaben zufolge ist die Endmoräne 40 bis 99 m hoch. Im Süden des Landes Schollene werden 60 bis 86 m (Weinberg, Vieritzer Berg, Bützer Berg) Höhe erreicht.

Karte des Landes Schollene

## Infrastruktur
Im mittleren Teil des Landes Schollene mit der Klietzer Heide liegt, etwa südöstlich von Klietz, der Truppenübungsplatz Klietz. Die Bundesstraße 188 und die parallel verlaufende Bahnstrecke Stendal–Rathenow (Lehrter Bahn) durchqueren das Gebiet in West-Ost-Richtung.